# بريط غواني
بريط غواني (الاسم العلمي:Dipcadi goaense) هو نوع من النباتات يتبع جنس البريط من الفصيلة الهليونية.